# 博里奇夫卡河
博里奇夫卡河（羅馬化：Borychivka）是烏克蘭的河流，位於該國西部捷爾諾波爾州，屬於赫尼茲納河的支流，發源自博里奇夫卡以南，流經捷尔诺波尔区，河道全長15公里，流域面積43平方公里。